# Ciprian Milea
Ciprian Milea (n. 12 iulie 1984, Galați, România) este un fotbalist român, care joacă pe post de mijlocaș la CSU Galați în Liga a III-a.